# Ohridsjön

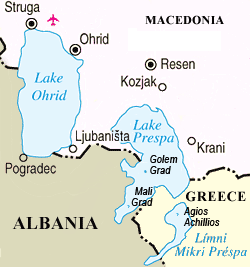
Karta över Ohridsjön och Prespasjön.

Ohridsjön alternativt Ochridasjön (albanska: Liqeni i Ohrit, makedonska latinska: Ohridsko Ezero/makedonska kyrilliska: Охридско Езеро) är en sjö på gränsen mellan Albanien och Nordmakedonien. Den är 289 meter djup, vilket gör den till Europas sjunde djupaste sjö. Ohridsjön bildades för cirka 2–4 miljoner år sedan under tertiäreran, vilket gör den till en av världens äldsta sjöar tillsammans med Tanganyikasjön, Kaspiska havet och Bajkalsjön.
Sjön är känd för sin unika fauna, med omkring 200 endemiska arter, och står sedan 1979 på Unescos världsarvslista. 1980 utvidgades världsarvet med omgivningen runt sjön och 2019 antogs också den albanska delen av Ohridsjön som världsarv från att tidigare ha varit ett tentativt världsarv.
Med stöd av Världsbanken är Albanien och Nordmakedonien knutna till ett projekt för bevarandet av Ohridsjön (Lake Ohrid Conservation Project, LOCP).